# Earl Thompson
Earl A. Thompson, född 15 oktober 1938 i Los Angeles, död där 29 juli 2010, var en amerikansk professor i ekonomi.
Thompson avlade kandidatexamen vid UCLA och studerade vidare vid Harvarduniversitetet och London School of Economics. Han kunde sedan avlägga både masterexamen och doktorsexamen vid Harvard. Thompson tjänstgjorde som assisterande professor vid Stanford University 1962–1965 och vid UCLA 1965–1969. Han fortsatte arbetet vid UCLA som docent 1969–1973 och sedan som professor i ekonomi 1973–2010. Han var en av de sista ekonomerna att rekryteras till UCLA av Armen Alchian och sedan delta i grundandet av UCLA-skolan inom ekonomisk teoribildning. Thompson hann publicera över 40 artiklar på vitt skilda teman inom det ekonomiska ämnesområden.
Han gifte sig 1961 med ekonomen Velma Montoya, sedermera rådgivare åt Reagan-administrationen. De fick en son tillsammans.